# Zora Snake
Zora Snake (né le 12 septembre 1990 à Dschang) est un danseur performeur et chorégraphe camerounais.

## Biographie

### Enfance et débuts
Zora Snake est le nom de scène de l'artiste danseur, chorégraphe, performeur Zobel Raoul Tejeutsa, originaire du Cameroun. Tejeutsa signifie « une personne ayant une forte empathie » en sa langue traditionnelle Yemba[réf. nécessaire]. Il est un acteur majeur de la scène contemporaine en Afrique, est né en 1990 dans le départment de la Menoua, dans la région de l'ouest du Cameroun. Il grandit dans les quartiers de Bepanda à Douala et de Nkolmesseng à Yaoundé. C'est entre ces 2 villes qu'il se forme à la danse en pratiquant son art dans la rue.

### Carrière
Zora Snake est diplômé en danse traditionnelle et contemporaine d’Afrique à l’École des Sables au Sénégal. Dans le désir de se professionnaliser, il fonde sa propre compagnie Zora Snake en 2013 à Yaoundé, au Cameroun, et cherche une nouvelle forme d'expression entre danse contemporaine, danse traditionnelle africaine et hip-hop. Avec ses chorégraphies, il se définit comme une lueur d'espoir au milieu du champ de bataille contemporain : politiquement, internationalement, pour sa place dans le secteur de la danse. En 2019, il remporte avec son solo Le Départ le Prix Acogny d'Or du concours de danse à Ankata (le laboratoire de danse de Serge Aimé Coulibaly à Bobo-Dioulasso) Africa-Simply The Best[réf. nécessaire]. Il est également depuis 2017, le fondateur et promoteur du Festival international de Mouvements, Danses et Performances (Modaperf).
Les 9 et 10 décembre 2022, il effectue deux représentations au Théâtre de La Cité Internationale dans le cadre du festival Kalypso. Au début de 2023, il participe au festival Shadows Survivors.

## Spectacles et résidences
Fondateur de la Compagnie Zora Snake en 2013, il est l'auteur de plusieurs créations en danse et performance :
- 2017 : Transfrontalier[5] ;
- 2022 : Le Départ[1] ;
- Les Séquelles de la colonisation[6]
- Au-delà de l'humain ;
- Les Masques tombent.

## Distinctions
- Prix Découverte Goethe institut Cameroon 2015[réf. nécessaire].
- Lauréat Visa pour creation IF, 2017[7].
- Danseur et performeur de l'année 2020 aux Golden Artistic Awards (Belgique), 2020[8].